# 極性分子
極性分子（きょくせいぶんし、英語: Polar molecule）とは、正電荷（原子核が担う）と負電荷（電子が担う）の重心が一致しない分子のこと。有極分子、有極性分子とも。
この正負電荷の各重心が一致しないことにより、当該分子には自発的かつ永久的に電気双極子が存在することとなる。電気双極子モーメントは誘電率を大きくするので、誘電率は極性の高低の指標となる。
極性分子の代表的なものとして、水(H2O)、塩化水素(HCl)、アンモニア(NH3)などがある。分子が極性を持つ原因の一つに、分子を構成する種類の異なる原子同士の電気陰性度の差がある。水分子においては、酸素（O）の原子核は水素（H）の電子を引き付けるため、酸素は負の電気的な偏りを持ち、逆に水素は正の電気的な偏りを持つことになる。
極性は溶解や反応を考える際に重要で、一般に、極性分子は極性の無い（無極性な）溶媒（例：ベンゼンなど）には溶け難く、極性を持つ溶媒（例：水、エタノールなど）には可溶（場合により易溶）である。
分子内での全双極性モーメント（分子内での双極子モーメントの総和）はゼロでも、局所的にモーメントが強くなっているような分子は極性分子に含める事がある。